# دیکی ژیرلینگ
دیکی ژیرلینگ (انگلیسی: Dickie Girling; ۲۴ مهٔ ۱۹۲۲ – ۷ ژانویهٔ ۱۹۹۲) بازیکن فوتبال اهل بریتانیا بود.
از باشگاه‌هایی که در آن بازی کرده‌است می‌توان به باشگاه فوتبال کریستال پالاس، باشگاه فوتبال ای‌اف‌سی بورنموث، و باشگاه فوتبال برنتفورد اشاره کرد.